# Helicopsyche confluens
Helicopsyche confluens is een fossiele soort schietmot uit de familie Helicopsychidae.